# Bumi Mekar Jaya
Bumi Mekar Jaya is een bestuurslaag in het regentschap Muko-Muko van de provincie Bengkulu, Indonesië. Bumi Mekar Jaya telt 1579 inwoners (volkstelling 2010).